# Ardisia mjoebergii
Ardisia mjoebergii är en viveväxtart som beskrevs av Elmer Drew Merrill. Ardisia mjoebergii ingår i släktet Ardisia och familjen viveväxter. Inga underarter finns listade i Catalogue of Life.